# Ludon-Médoc
 Ludon-Médoc  là một xã thuộc tỉnh Gironde trong vùng Nouvelle-Aquitaine tây nam nước Pháp.